# Kokanin (gromada)
Kokanin – dawna gromada, czyli najmniejsza jednostka podziału terytorialnego Polskiej Rzeczypospolitej Ludowej w latach 1954–1972.
Gromady, z gromadzkimi radami narodowymi (GRN) jako organami władzy najniższego stopnia na wsi, funkcjonowały od reformy reorganizującej administrację wiejską przeprowadzonej jesienią 1954 do momentu ich zniesienia z dniem 1 stycznia 1973, tym samym wypierając organizację gminną w latach 1954–1972.
Gromadę Kokanin z siedzibą GRN w Kokaninie utworzono – jako jedną z 8759 gromad na obszarze Polski – w powiecie kaliskim w woj. poznańskim, na mocy uchwały nr 22/54 WRN w Poznaniu z dnia 5 października 1954. W skład jednostki weszły obszary dotychczasowych gromad Kokanin, Kokanin Kolonia i Czajków ze zniesionej gminy Pamięcin oraz obszary dotychczasowych gromad Borków Stary i Borków Nowy ze zniesionej gminy Zborów w tymże powiecie. Dla gromady ustalono 13 członków gromadzkiej rady narodowej.
1 stycznia 1962 do gromady Kokanin włączono miejscowości Pawłówek wieś i Pawłówek kolonia ze zniesionej gromady Pawłówek w tymże powiecie.
4 lipca 1968 do gromady Kokanin włączono miejscowości Helenów i Russów ze zniesionej gromady Tykadłów w tymże powiecie.
Gromada przetrwała do końca 1972 roku, czyli do kolejnej reformy gminnej.